# Lettischer Eishockeypokal
Der Lettische Eishockeypokal ist der nationale Pokalwettbewerb Lettlands im Eishockey. Er wurde in den Jahren 1995, 1999, 2007, 2008 und seit 2015 ausgetragen. Der Rekordsieger ist der HK Liepājas Metalurgs und der HK Mogo mit jeweils drei Titelgewinnen.

## Geschichte
Die erste Austragung des Pokalwettbewerbs wurde 1995 ausgespielt und war lediglich auf ein Endspiel zweier Mannschaften beschränkt, als das regulär im Ligabetrieb der Internationalen Hockey-Liga aktive Pārdaugava Riga auf Essamika Ogre traf und sich mit einem 7:2-Erfolg den Pokalsieg sicherte. Vier Jahre später fand eine zweite Auflage des lettischen Pokalwettbewerbs statt. Der Modus änderte sich weitgehend; nach einer Qualifikationsrunde mit acht Teams, die jeweils zwei Partien mit demselben Gegner absolvierten, wurde das Turnier mit den Viertelfinalspielen fortgesetzt, wobei die Turnierform unverändert blieb. Einzig im dritten Halbfinalduell zwischen dem späteren Pokalsieger HK Liepājas Metalurgs und HK Lido Nafta Riga bedurfte es einer Verlängerung.
Erst im August 2007 startete schließlich eine weitere Austragung des lettischen Pokalwettbewerbs. Nach einer Gruppenphase mit zwei Gruppen à drei Mannschaften qualifizierten sich die beiden Gruppensieger sowie die Zweitplatzierten für die Halbfinals. Die Halbfinals wurden gleichermaßen wie die Endspiele im selben Format wie acht Jahre zuvor ausgetragen. Für die vierte Auflage des Wettbewerbs änderte sich das Format wie folgt: Es nahmen im August und September 2008 fünf Teams am Pokalwettbewerb teil und absolvierten in einer Gruppenphase jeweils acht Partien. Die bestplatzierte Mannschaft errang schließlich die Siegertrophäe, sodass die KO-Phase erstmals komplett entfiel.

## Titelträger
| Saison | Sieger                | Finalist                                                           | Ergebnis  |
| ------ | --------------------- | ------------------------------------------------------------------ | --------- |
| 1995   | Pārdaugava Riga       | Essamika Ogre                                                      | 7–2       |
| 1999   | HK Liepājas Metalurgs | HK Nik’s Brih Riga                                                 | 8–2, 3–1  |
| 2007   | HK Liepājas Metalurgs | HK Riga 2000                                                       | 3–0, 4–1  |
| 2008   | HK Liepājas Metalurgs | kein Finalspiel, Wettbewerb wurde mittels Gruppenphase entschieden |           |
| 2016   | HK Mogo               | HK Kurbads                                                         | 4:3       |
| 2017   | HK Mogo               | HK Kurbads                                                         | 3:2       |
| 2018   | HK Mogo               | HK Kurbads                                                         | 3:2 n. V. |